# Heather O'Reilly
Pour les articles homonymes, voir O'Reilly.
Heather Ann O'Reilly (née le 2 janvier 1985 à New Brunswick, dans l'État du New Jersey) est une ancienne joueuse de soccer américaine qui a évolué au poste de milieu de terrain offensif. Elle a été membre de l'équipe des États-Unis de soccer féminin de 2002 à 2016.

## Carrière

### En club
O'Reilly commence son soccer amateur au East Brunswick High School En  quatre ans, elle marque 143 buts. En 2001, en tant que junior, elle aide son équipe à remporter le titre de championnat scolaire de l'État du New Jersey. O'Reilly joue aussi avec l'équipe de basket-ball de l'école. Dans sa dernière année elle est nommée Parade All-American et la joueuse de l'année. 

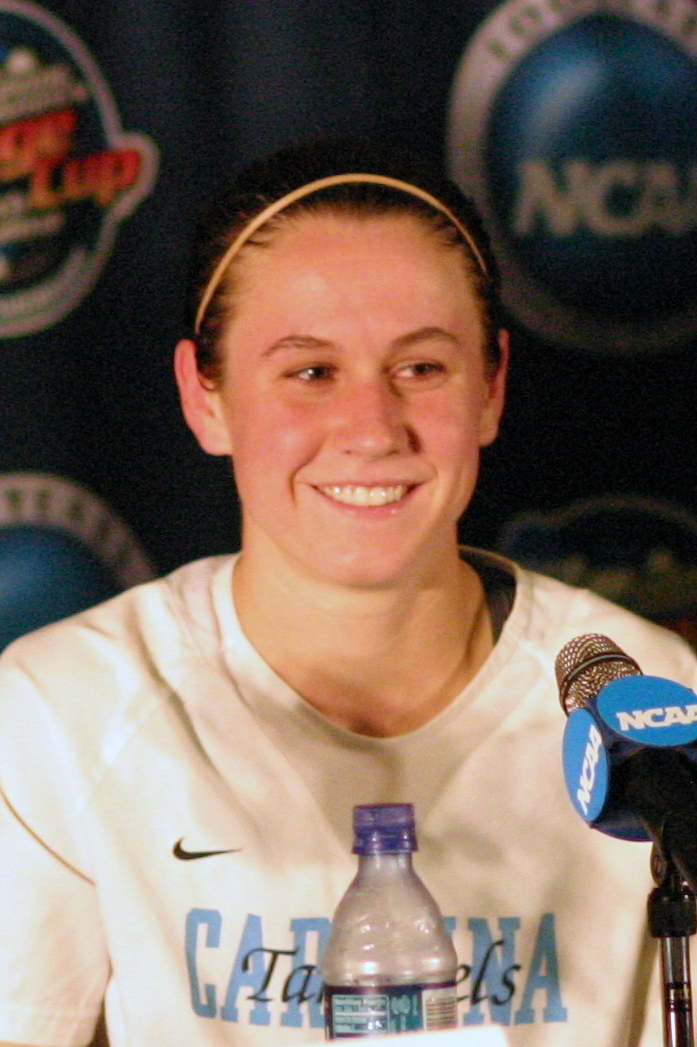
O'Reilly à l'université de Caroline du Nord

De 2003 à 2006, elle étudie en éducation à l'Université de Caroline du Nord où elle joue attaquante pour North Carolina Tar Heels. Elle joue 97 matchs, marque 59 buts et en aidant sur 49 autres buts. Elle aide les Tar Heels à remporter le championnat national de la NCAA  en 2003 et 2006. Son maillot n° 20 est retiré par le programme universitaire, rejoignant des sommités comme April Heinrichs, Lorrie Fair, Tisha Venturini, Kristine Lilly, et Mia Hamm.
O'Reilly joue l'été (durant le congé scolaire) pour Wildcats du New Jersey dans la W-League de 2004 à 2005, remportant le championnat de la ligue en 2005. Le 16 septembre 2008, Heather O'Reilly est l'une des trois joueuses repêchées avec Christie Rampone et Natasha Kai par Sky Blue FC de la nouvelle ligue professionnelle Women's Professional Soccer. Elle joue dans 17 matchs de la saison inaugurale 2009, conduisant son équipe dans une place en séries éliminatoires. Dans le match de finale de championnat féminin contre Los Angeles Sol, elle marque le seul but du match.
En 2012, elle rejoint les Boston Breakers pour deux saisons, puis le FC Kansas City en 2015 et 2016, période pendant laquelle elle marque 17 buts et réalise 16 passes décisives, dont une lors de la finale de NWSL en 2015, compétition remportée par son club cette année-là.
Elle décide de tenter l'expérience européenne en 2017 en signant en Angleterre au club Arsenal pour deux saisons. En 2018, elle remporte avec son équipe la Continental Cup. 
Elle retourne ensuite en NWSL auprès du North Carolina Courage avec lequel elle remporte le championnat en 2019, avant de prendre sa retraite en fin de saison.

### En sélection nationale
En 2002, alors encore au lycée, elle est appelée par l'équipe nationale américaine et fait sa première apparition le 1er mars 2002 contre la Suède. Elle participe aux Jeux olympiques d'été de 2004 à Athènes. À dix-neuf ans, elle est la plus jeune joueuse sur la liste. Le 23 août 2004, O'Reilly marque le but gagnant dans le match de demi-finale contre l'Allemagne, propulsant l'équipe nationale des États-Unis en finale, dans laquelle les Américaines ont triomphé pour la médaille d'or.
Dans la Coupe du monde de football féminin 2007, O'Reilly marque un but important contre la Corée du Nord à la 69e minute, ce qui permet aux Américaines de revenir au score de 2-2. Les États-Unis remportent la médaille de bronze, avec un but de O'Reilly lors de la victoire 4-1 contre la Norvège. Elle est élue « sportive de l'année 2007 » par le magazine Sports Illustrated.
O'Reilly participe aux Jeux olympiques d'été de 2008 à Pékin. Elle marque le but le plus rapide dans l'histoire du football olympique féminin contre la Nouvelle-Zélande. Elle marque aussi un but important dans le match de demi-finale contre le Japon. 
O'Reilly participe à la Coupe du monde féminine de la FIFA 2011 en Allemagne où les Américaines échouent en finale, et à son deuxième match, elle marque le premier des trois buts américains contre la Colombie.
Elle fait partie de l'équipe américaine championne olympique aux Jeux olympiques d'été de 2012 et de la sélection qui remporte la Coupe du monde féminine de la FIFA 2015. En 2016, elle sera appelée par Jill Ellis, la sélectionneuse de l'équipe nationale, pour participer aux Jeux olympiques d'été de 2016 à Rio en tant que réserviste. Le 1er septembre 2016, elle annonce son départ à la retraite internationale mais continuera sa carrière au sein du FC Kansas City. Elle jouera son dernier match sous les couleurs nationales le 15 septembre 2016 à Colombus, Ohio, contre la Thaïlande, victoire 9 à 0 en faveur des États-Unis, où elle marquera un but sur un assist de Carli Lloyd. 